# Schwarzbachtal (PB)
Das Naturschutzgebiet Schwarzbachtal (PB) liegt auf dem Gebiet der Stadt Lichtenau im Kreis Paderborn in Nordrhein-Westfalen. Das Gebiet erstreckt sich südöstlich der Kernstadt Lichtenau und nordöstlich von Blankenrode, dem südlichsten Stadtteil von Lichtenau, entlang des Schwarzbaches. Südwestlich verläuft die A 44 und östlich die B 68.

## Bedeutung
Im Jahr 1942 wurde das Schwarzbachtal unter Naturschutz gestellt, welches 2002 durch eine Verordnung der Bezirksregierung erneuert wurde. Insgesamt umfasste das Naturschutzgebiet etwa 511 ha in den Kreisen Paderborn, Höxter und der Stadt Bielefeld. Der Bereich auf dem Stadtgebiet von Lichtenau trägt seit dem Inkrafttreten des Landschaftsplans für Lichtenau 2014 die Schlüsselnummer PB-021 und umfasst 220,6 ha.